# Ferganusa hemiptera
Ferganusa hemiptera är en insektsart som beskrevs av Boris Petrovich Uvarov 1926. Ferganusa hemiptera ingår i släktet Ferganusa och familjen vårtbitare. Inga underarter finns listade i Catalogue of Life.